# Horace Walpole
Horace Walpole, 4.º Conde de Orford (Londres, 24 de setembro de 1717 — Londres, 2 de março de 1797) foi um aristocrata e romancista inglês. Inaugurou um novo gênero literário, o romance gótico, com a publicação da obra O Castelo de Otranto (The Castle of Otranto, 1764).

## Vida
Walpole, conde de Orford, filho caçula do primeiro ministro britânico Robert Walpole, formou-se no King´s College, de Cambridge, onde estudou matemática, música e anatomia. Em 1741, ingressou no parlamento inglês, onde permaneceu como deputado após o falecimento de seu pai, em 1745.
A orientação sexual do escritor sempre foi objeto de debate. Ele nunca se casou, embora tenha tido uma série de relacionamentos aparentemente nunca consumados com várias mulheres, incluindo Anne Seymour Damer e Mary Berry , que algumas fontes chamam de lésbica. Muitos de seus contemporâneos o descreveram como efeminado, a tal ponto que um de seus oponentes políticos o chamou de "cavalo hermafrodita". No entanto, outros biógrafos (como Lewis, Fothergill e Robert Wyndham Ketton-Cremer) rotularam Walpole simplesmente como assexual.
Leal ao rei rei Jorge II e à rainha Carolina, Walpole toma o partido deles, contra o filho Frederico, Príncipe de Gales, a quem ele se refere com amargura em suas memórias. A residência de Walpole, Strawberry Hill, perto de Twickenham, é um conjunto fantasioso de estilo neogótico, que cria uma nova tendência arquitetônica.
Em 1757, Walpole passa a imprimir suas obras em Strawberry Hill. As publicações são inúmeras, mas são as suas memórias, registradas nas correspondências com seus amigos, que acabaram por tornar-se para os historiadores, uma fonte detalhada de informações sobre o cenário político e social daquele período.
Em uma destas cartas, escrita em 28 de janeiro de 1754, Walpole cria o termo serendipty, fazendo referência à história persa Os Três Príncipes de Serendip e à capacidade dos protagonistas de realizar descobertas acidentalmente.

## Publicações

### Não ficção
- Carta de Xo Ho para seu amigo Lien Chi em Pequim [1757]
- Anecdotes of Painting in England (1762)
- Catalogue of Engravers [1763]
- On Modern Gardening (1780)
- A Description of the Villa of Mr. Horace Walpole (1784)
- Historic Doubts on the life and Reign of Richard III, edited with an introduction by Philip Hammond. Gloucester: [s.n.] 1987 [1793]
- Catálogo de Autores Reais e Nobres
- Memórias dos últimos dez anos de George II
- Memórias do reinado de George III
- Letters of Horace Walpole, Earl of Orford, to Sir Horace Mann: His ... 1. Philadelphia: Lea & Blanchard. 1844
- Selected Letters, editadas e introduzidas por Stephen Clarke. New York: Everyman's Library, Alfred A. Knopf, 2017. Revisado por Margaret Drabble

### Ficção
- The Castle of Otranto (1764)
- The Mysterious Mother: A Tragedy (1768)
- Hieroglyphic Tales (1785)